# 托马斯·哈利迪
托马斯·哈利迪（英語：Thomas John Dixon Halliday，1989年—）是一位英国古生物学家和作家，本科毕业于剑桥大学彭布罗克学院动物学专业，硕士毕业于布里斯托尔大学，博士毕业于伦敦大学学院，主要作品有《人类之前5亿年》（Otherlands: A World in the Making）等。